# Macintosh Portable
Apple Macintosh portable (Macintosh преносиви рачунар) је био преносиви рачунар фирме Епл (Apple) који је почео да се производи у Сједињеним Америчким Државама од 1989. године.
Користио је 68HC000 као микропроцесор. RAM меморија рачунара је имала капацитет од 1 MB до 9 MB SRAM. 
Као оперативни систем кориштен је MAC 0S 6.0.4 до 7.5.5.

## Детаљни подаци
Детаљнији подаци о рачунару MACINTOSH преносиви рачунар су дати у табели испод.
|                       |                                                         |
| [ 1 ]                 |                                                         |
| Произвођач            | Епл                                                     |
| Тип                   | преносиви рачунар                                       |
| Меморија              | 1 до 9 SRAM                                             |
| Поријекло             | Сједињене Америчке Државе                               |
| Година                | 1989                                                    |
| Тастатура             | стил писаће машине, 80-тастера са нумеричком тастатуром |
| Процесор              | 68HC000, верзија процесора 68000 са ниском потрошњом енергије  |
| Фреквенција процесора | 16                                                      |
| RAM                   | 1 до 9 SRAM                                             |
| ROM                   | 256 KB                                                  |
| Текст                 |                                                         |
| Графика               | 640 x 400 тачака                                        |
| Боја                  | једна боја                                              |
| Звук                  | 8-битни стерео излаз                                    |
| Димензије             | 38,8 (ширина) * 37,7 (дубина) * 10,3 (висина) / 7,1     |
| Портови               |                                                         |
| Оперативни систем     |                                                         |